# Ermolova (cràter)
Ermolova és un cràter d'impacte en el planeta Venus de 60,9 km de diàmetre. Porta el nom de Maria Yermolova (1853-1928), actriu russa, i el seu nom va ser aprovat per la Unió Astronòmica Internacional el 1985.